# Fear 2: Project Origin
F.E.A.R. 2: Project Origin (englisch für „Furcht“ und Akronym von First Encounter Assault Recon) ist ein Ego-Shooter und die ebenfalls von Monolith Productions entwickelte Fortsetzung zu F.E.A.R. aus dem Jahr 2005. Die Entwicklung des Spiels begann unter dem Arbeitstitel Project Origin. F.E.A.R. 2 wurde nach langwierigen Lizenzstreitigkeiten mit Vivendi Universal um die Namensrechte am 13. Februar 2009 für Windows, Xbox 360 und PlayStation 3 von Warner Bros. Interactive veröffentlicht. 2011 erschien der Nachfolger F.E.A.R. 3, welcher jedoch nicht mehr bei Monolith entstand.

## Handlung
Wie im Vorgänger schlüpft man auch hier in die Rolle eines Helden, Michael Beckett, der über das ganze Spiel hinweg kein einziges Wort spricht. Allerdings gehört man dieses Mal nicht zur namensgebenden Spezialeinheit F.E.A.R., sondern zu Dark Signal, einer Untergruppe der Delta Force, einer Spezialeinheit der US Army. Mit seinem Team wird man auf die Suche nach Genevieve Aristide, der amtierenden Präsidentin der Armacham Technology Corporation geschickt, um sie aufgrund der aktuellen Vorkommnisse zu evakuieren. Aristide selbst bestimmte den Treffpunkt in ihrem privaten Apartment, wo sie sich in einem geheimen Labor hinter einem Regal versteckt hält. Nach einigen Kämpfen gegen die ATC erfährt man von Aristide, dass man selbst und das restliche Team der Delta Force die einzigen sind, die Alma Wade aufzuhalten vermögen. Allerdings verschwimmt noch während des Gesprächs die Welt in eine Illusion und man folgt der vorauslaufenden Alma bis zu einem Fenster, als plötzlich die Explosion am Ende vom ersten F.E.A.R.-Teil stattfindet und man ohnmächtig wird.
Man kommt in ein Krankenhaus und wird behandelt. Als man aufwacht, ist man alleine und muss sich zu seinem Team zurückarbeiten. Währenddessen erfährt man, dass das Team ein Teil vom Projekt Paragon ist. Ein Unterprojekt des Projekts Harbinger, in dem erfahrene Soldaten mit telepathischen Fähigkeiten die Replikanten kontrollieren sollen. Projekt Paragon ist die Suche nach eventuellen Kandidaten mit solchen übersinnlichen Fähigkeiten. Man erfährt, dass Beckett eine besonders hohe Affinität zur Telepathie besitzt, die anderen des Teams sind teilweise auch empfänglich, aber nie so hoch wie bei Beckett. Keegan, ein Mitglied des Teams, hat allerdings in einigen Situationen dieselben Illusionen wie Beckett, kommt daher seiner Affinität wohl am nächsten. Man kommt in die geheimen Labore, in denen die Replikanten entwickelt werden, und trifft auch auf Projekte, die schiefliefen und in Mutanten endeten, die mehr Tier als Mensch sind. Des Weiteren hat sich Snake Fist, ein Mitarbeiter von Armacham, der seine Identität nicht preisgeben will, in den Funk gehackt und warnt alle vor Alma, vor allem Beckett, da er sehr anfällig für ihre Telepathie ist. Nach seinen Informationen allerdings aus diesem Grund auch von Alma verfolgt wird, wie ein Raubtier, das Blut gerochen hat. Das Ziel ist es nun, Alma aufzuhalten und die von Snake Fists angekündigte Apokalypse zu verhindern. Hierzu muss man sich nicht nur vor Almas psychischen Angriffen schützen, sondern sich auch gegen teilweise gegeneinander kämpfende ATC- und Replikanteneinheiten durchsetzen.

### Projekt Paragon
In diesem Projekt werden erfahrene Soldaten beobachtet und ihre Affinität zur Übersinnlichkeit kategorisiert. Das Ziel ist es, erfahrene Soldaten zu finden, welche eine hohe Affinität in Verbindung mit einem gewissen Intelligenzgrad aufweisen und sie in das Projekt Harbinger zu bringen. Das Ergebnis von Projekt Paragon ist das Team Dark Signal. Das Team wurde von Armacham zusammengestellt, auffällig ist hierbei, dass nicht alle Mitglieder entweder eine ausreichende Affinität oder die Intelligenz besitzen. In einigen Ingame-Logs wird dies auch thematisiert und traf, wie man lesen kann, auf Unverständnis einiger Wissenschaftler. Der Grund für das Projekt Paragon ist der „Unfall“ mit Paxton Fettel aus dem Projekt Origin, welches die Wissenschaftler auf die fehlende Erfahrung zurückführen. Erfahrene Soldaten sollen mit der Telepathie weniger Probleme haben und somit den ursprünglichen Plan des perfekten Kommandanten erfüllen.

### Projekt Harbinger
Das Projekt, in welches fast das ganze Team von Dark Signal involviert werden soll. Hierbei liegt das Hauptaugenmerk auf ihrer übersinnlichen Affinität, welche ausgeprägt werden soll. Das Ziel ist, dass die Soldaten die Replikanten genauso kontrollieren können wie Paxton Fettel, mit dem Unterschied, dass sie nicht genauso außer Kontrolle geraten bzw. von Alma gesteuert werden.

## Charaktere

### Michael Beckett
Beckett dient als Avatar des Spielers und ist ein noch unerfahrener Sergeant in der Dark-Signal-Einheit. Auf der Suche nach Aristide findet man Anhaltspunkte, dass man von Armacham beobachtet wird und für das Projekt Harbinger ausgewählt wurde, da man eine sehr große Affinität für Übersinnliches aufweist. Immer wieder kommen Illusionen und Flashbacks, in der Alma auftaucht und das HUD flimmert. In Aristides Geheimlabor sieht man einige Fotos von den Mitgliedern der Delta Force, womöglich wurden sie nicht zufällig für diesen Auftrag ausgewählt, da sie ein Teil von Projekt Paragon sind. Nach der Explosion im Vault wird Beckett verletzt und kommt in das Krankenhaus von Armacham. Dort scheint es erst so, dass es den Ärzten und Aristide darum geht sein Leben zu retten, allerdings erfährt man schnell, dass Beckett irgendetwas gespritzt wurde. Als die Wirkung einsetzt, erhält Beckett ähnlich schnelle Reaktionsgeschwindigkeiten wie der Spieler aus dem ersten Teil, allerdings ist die Verbindung zu Alma nun viel stärker. Von Snake Fist erfährt man, dass Alma nun aufmerksam auf den Spieler geworden ist und ihn verfolgt. Sie versucht immer wieder Beckett mental zu zermürben, und er versucht im Gegenzug ihrer Telepathie zu widerstehen, was im Verlauf immer seltener gelingt. Alma ist immer wieder drauf und dran ihn umzubringen, hält sich aber immer wieder im letzten Moment zurück, bis sie irgendwann Beckett sogar hilft. Ihre Mordlust scheint immer mehr Sympathie zu weichen. Zum Schluss zeigt Alma sich ihm sogar schwanger und legt seine Hand vertrauensvoll auf ihren Bauch. Daraus kann man deuten, dass Beckett vielleicht der Vater ist, allerdings wird es nicht konkretisiert.

### Keira Stokes
Sie hat den Dienstgrad des 1st Lieutenant von Dark Signal und ist damit nicht nur Becketts Vorgesetzte, sondern hat damit auch den höchsten Dienstgrad von allen Soldaten. Sie steht am meisten mit Beckett in Kontakt und ist auch das einzige Mitglied, welches bis zum Schluss an Becketts Seite steht. Trotz ihres Status als Befehlshaberin wird sie von Armacham nur als Anhängsel der Eliteeinheit gesehen. Dies kommt vor allem wegen ihrer vollkommenen Unempfänglichkeit für Übersinnliches, weshalb sie auch nicht am Trainingsprogramm innerhalb des Projekts Paragon teilnimmt. Weshalb Aristide trotzdem dafür sorgte, dass sie zu Dark Signal kommt, ist unbekannt. Allerdings erweist sich ihr scheinbarer Nachteil für Armacham als großer Vorteil im Kampf gegen Alma. Immer wieder kann sie Beckett helfen und die richtigen Befehle geben, ohne von irgendwelchen Illusionen verwirrt und eingeschränkt zu werden. Außerdem ist sie dadurch für Alma vollkommen uninteressant und wird von ihr ignoriert. Als sie sich zum Schluss gegen Aristide stellt und sie nicht unterstützen will, schießt ihr Aristide in den Bauch und Stokes bleibt regungslos am Boden liegen. Ob die Schussverletzung tödlich ist, kann nicht geklärt werden.

### Harold Keegan
Einer der vier Sergeants des Trupps. Keegan weist nach Beckett den höchsten Verbindungswert zu Alma auf. Im Verlauf des Auftrags bekommt Keegan immer wieder Kopfschmerzen, wenn Almas Präsenz steigt, meist gleichzeitig mit Beckett. Irgendwann kollabiert er sogar wegen der Schmerzen und wird ab dem Moment geistig immer abwesender. In einem schweren Gefecht gegen die Replikanten verfällt Keegan in eine vollkommene Trance und spricht nur noch davon, dass er Alma helfen will und spricht dabei direkt zu ihr. Wahrscheinlich durch Almas Kontrolle der Replikanten läuft er langsam aber unverletzt durch das ganze Schlachtfeld. Stokes befiehlt Beckett Keegan zu verfolgen, allerdings schafft man es nicht ihn einzuholen. Keegan muss irgendwo auf halbem Wege verschwunden sein, da er irgendwann nicht mehr wirklich vor Beckett auftaucht, sondern nur noch Illusionen, die Alma Beckett vorspielt, um ihn zu einem bestimmten Ort zu führen. Ab diesem Moment gilt Keegan als verloren und taucht aktiv nur noch zwei Mal auf, allerdings in einer Art Phantomform von Almas telepathischer Welt. Beim ersten Mal, als man Beckett noch bis zu einem weißen gleißenden Licht hinter einer Tür folgt und er Beckett allerdings wieder aus der Welt schubst, da nur er zu Alma gehöre. Ganz am Ende des Spiels befindet sich Beckett in Almas Welt und trifft wiederum auf Keegans Phantom. Er ist neidisch auf Beckett, da Alma ihn bevorzugt, weshalb er Beckett umbringen will. Sein Phantom ist unangreifbar und löst sich bei Schüssen zwar auf, allerdings erscheint er direkt wieder. Man kann es nur beenden, indem man den telepathischen Verstärker aktiviert.

### Cedric Griffin
Sergeant First Class und Truppführer von Dark Signal. Griffin meldet irgendwann, dass eine Frau bei ihm aufgetaucht sei und Hilfe bräuchte, außerdem habe sie Angst um ihr Kind. Seine merkwürdigen Äußerungen über das plötzliche Verschwinden und das fremde Benehmen der Frau macht es irgendwann offensichtlich, dass es sich dabei um Alma handelt. Als Griffin dies bemerkt, sind Beckett und Stokes zu ihm hinzugestoßen. Griffin versucht Alma zu erschießen und ihre Wut nur auf sich zu konzentrieren. Er wird von Tentakeln in Schattenform durchbohrt und verschwindet dann. Er hat zwar eine Affinität zu Übersinnlichen, allerdings weit entfernt von Keegans und Becketts.

### James Fox
Sergeant von Dark Signal. Noch vor Griffin erscheint Alma vor ihm und bittet um Hilfe. Er erwähnt, dass sie immer wieder schreit, dass man ihr Kind genommen hätte. Er entscheidet sich ihr zu helfen und man hört einige Zeit nichts mehr von ihm. In seiner Nähe greift Fox Beckett plötzlich an und schreit, dass sie ihm gehöre. Als er Beckett erkennt, hat er nur noch Zeit sich darüber zu wundern Beckett zu sehen, wird dann von Almas Phantomtentakeln an die Wand geschleudert und bis auf die Knochen verbrannt, was schon im ersten Teil des Spieles ihr Markenzeichen war.

### Manuel Morales
Sergeant und APC-Fahrer von Dark Signal. Taucht nur auf, wenn der Trupp irgendwo hinfährt und einmal zum Schluss, als er und Beckett die Replikantenstreitmacht mit dem APC aufhalten muss. Wie auch Stokes weist er keine Affinität zu Übersinnlichem auf. Er wird von Armacham als Reserve eingestuft mit großem Zweifel an seiner Tauglichkeit.

### Redd Jankowski
Sergeant von Dark Signal und Bruder des im ersten Teils verschwundenen und wohl ermordeten F.E.A.R.-Mitglieds Spencer Jankowski. Er besitzt zwar eine hohe Affinität für Übersinnliches, allerdings ist nach Armachams Testergebnis seine Intelligenz nicht ausreichend einen Replikantentrupp zu führen. Wie Beckett wird er auch mit den Spritzen und der unbekannten grünen Flüssigkeit bearbeitet. Allerdings wurde seine Behandlung durch den Angriff der ATC nicht beendet. Als man auf ihn trifft, liegt Jankowski halbtot auf der Liege, schon halb mutiert von der Flüssigkeit, und wird noch weiter von der Spritzenmaschine bearbeitet. Er stirbt vor Becketts Augen mit den Worten, dass er „ihr“ (Alma) helfen soll.

### Genevieve Aristide
Sie ist die amtierende Präsidentin von Armacham. Im ersten Teil war sie bekannt dafür gewesen, Wade aufhalten zu wollen, allerdings auch ihre Firma zu schützen. Alma wäre wie ein Genickbruch für die Firma. Die Soldaten in Dark Signal wurden allesamt von ihr ausgewählt und dann neu eingesetzt, um Alma aufzuhalten. Ihr eigentliches Ziel ist es Dark Signal zu nutzen, um Alma weg vom Spieler des ersten Teils zu halten. Der soll nämlich in Ruhe repliziert und reprogrammiert werden, wenn er eingefangen wird, was mit Almas Einfluss unmöglich wäre. Allerdings wird im Verlauf noch bekannt, dass Aristide keinesfalls plant, Alma zu vernichten. Sie will Beckett als Köder nutzen, um Alma wieder einzufangen. Ihr Können wird nach Aristides Glauben das Unternehmen wieder an die Spitze führen und ihren Job retten. Sie ließ die Mutanten aus den fehlgeschlagenen Paragon-Experimenten frei, um Zeit zu gewinnen. Snake Fist versucht, sie immer abzubringen und sie dazu zu bringen Alma töten zu lassen, aber sie lehnt ab. Als Stokes sich am Ende gegen sie stellen will, schießt diese ihr in den Unterleib, woraufhin Stokes besinnungslos zusammenbricht. Als sie sich dann zu Beckett richtet, der hilflos im Telepathieverstärker sitzt, wird sie von der plötzlich auftauchenden Alma und ihren Phantomtentakeln weggeschossen. Man sieht es zwar nicht direkt, aber der Wucht nach zu urteilen ist sie an den Verletzungen gestorben.

### Snake Fist/Terry Halford
Halford ist einer der Forscher von Armacham. Er hackt sich unter dem Codenamen Snake Fist in den Funkverkehr von Dark Signal ein und warnt das Team vor Alma und ihren telästhetischen Fähigkeiten. Den Namen Snake Fist hat er von einem Actionfilm-Plakat, welches bei ihm hing. Halford versteckt sich in einem Labor unter der Grundschule. Man findet einige protokollierte Unterhaltungen von Halford und Aristide, in der sich beide streiten. Es ging dabei um Alma. Halford will sie vernichten um die Apokalypse zu verhindern; dagegen will Aristide Alma nur wegsperren und kontrollieren. Als Beckett ihn aufspürt, verrät er ihm, wie er Alma besiegen kann. Kurz bevor beide aus dem Labor flüchten wollen, wird Halford von einem Replica-Assassine enthauptet.

### Richard Vanek
Colonel der ATC-Security, ist darauf aus, alles, was mit Projekt Origin und Projekt Harbinger zu tun hat, zu vernichten. Als er Becketts Kampfstil sieht, wie er sich gegen alle Replikanten behaupten kann, macht er es sich zum Hauptziel ihn zu töten. Allerdings schaffen seine Männer es nie, ihn in eine Ecke zu drängen. Vanek kann von Beckett gestellt werden, indem er ihn durch eine Luftschleuse von seinen Untergebenen trennt. In einem engen Nahkampf kann er Vanek eine Waffe an den Kopf richten und abdrücken.

## Entwicklungsgeschichte

### Name Your Fear
Als Warner Bros. noch nicht die Rechte der Marke F.E.A.R. hatte, wurden die Fans in einer Abstimmung namens „Name Your Fear“ befragt wie das neue Spiel nun heißen solle. Bis zum 22. Juni 2007 konnten die Fans Namensvorschläge machen. Danach wurden aus dem Namenspool drei Finalisten gewählt. Am 3. August wurde dann zwischen den Namen Dead Echo, Project Origin und Dark Signal gewählt. Der Sieger der Abstimmung war am 6. September Project Origin und sollte nun auch unter diesem Namen erscheinen. Auch nachdem Monolith Productions die Rechte der F.E.A.R.-Marke wieder erhalten hat, wurde Project Origin weiterhin als Untertitel verwendet.

### Altersfreigabe
Das Spiel bekam aufgrund der Gewaltdarstellung Schwierigkeiten mit den Jugendschutzbehörden mehrerer Länder. In Australien wurde F.E.A.R. 2: Project Origin zuerst die Freigabe verweigert, was ein Verbot des Spiels bedeutet hätte. Nach einer erneuten Prüfung durch das Office of Film and Literature Classification (OFLC) wurde jedoch für die ungeschnittene Fassung die Freigabe MA15+ (ab 15 Jahren) vergeben.
Die deutsche USK vergab am 15. Dezember 2008 die Wertung keine Jugendfreigabe gemäß § 14 JuSchG (ab 18 Jahren). Eine Entschärfung wurde von Monolith bereits auf der Games Convention 2008 bekannt gegeben. In der Schweiz und in Österreich erschien das Spiel dagegen in ungeschnittener Fassung mit deutscher Sprachausgabe und -Untertiteln.
Das US-amerikanische Entertainment Software Rating Board (ESRB) vergab die Freigabe Mature (ab 17 Jahren). Als Begründung gab die ESRB unter anderem die Punkte Blood and Gore, Intense Violence, Sexual Themes, Partial Nudity und Strong Language an.

## Rezeption
Laut der Metakritik-Seite critify.de beträgt der Wertungsdurchschnitt deutschsprachiger Spielemagazine für F.E.A.R. 2: Project Origin 81 %.
- Gamers.de 84 %

„Das Spiel weiß zu fesseln und bietet mehr Gruselspannung als die meisten aktuellen Horrorstreifen im Kino.“

## F.E.A.R. 2: Reborn (Add-on)
Die Erweiterung F.E.A.R. 2: Reborn erschien als Download Content (DLC) am 3. September 2009 und bietet vier neue Einzelspieler-Level. Entwickelt wurde das Spiel von Monolith Productions, veröffentlicht von Warner Bros. Interactive Entertainment. Dieses Add-on setzt das Basisspiel voraus.
Die Geschichte spielt nun aus der Sicht des Replica-Soldaten Foxtrott 813: Für den Soldatenanführer Paxton Fettel, aus dem ersten Teil bekannt und in jener Story verstorben, ist Foxtrott 813 der Schlüssel, um wiedergeboren (engl.: reborn) werden zu können. Deshalb verführt er ihn vom Jenseits aus mittels seiner noch immer vorhandenen Telepathie, um zu ihm zu gelangen. Am Ende gelingt das Fettel auch: Die Schlusssequenz zeigt, wie der Soldat vor ihm steht und Paxton Fettels Geist in seinen Körper eindringt.